# John R. Wooden Award
Il John R. Wooden Award è un premio conferito dal Los Angeles Athletic Club per il campionato di pallacanestro NCAA Division I. È intitolato alla memoria di John Wooden della Purdue University, eletto miglior giocatore nel 1932 e successivamente allenatore di successo a livello universitario, il quale è stato anche il primo nella storia ad essere eletto nella Naismith Memorial Basketball Hall of Fame sia come giocatore che come allenatore.
Il premio maschile venne istituito nel 1977, il premio femminile nel 2004 e quello per gli allenatori nel 1999.
I premi a livello nazionale sono:
- Player of the Year per il miglior giocatore e la migliore giocatrice;
- Legend of Coaching per il miglior allenatore;
- All–America Teams per le squadre.

## Albo d'oro

### Legends of Coaching Award
- 1999 - Dean Smith,  N. Carol. Tar Heels
- 2000 - Mike Krzyzewski,  Duke Blue Devils
- 2001 - Lute Olson,  Arizona Wildcats
- 2002 - Denny Crum,  Louisville Cardinals
- 2003 - Roy Williams,  Kansas Jayhawks
- 2004 - Mike Montgomery,  Stanford Cardinal
- 2005 - Jim Calhoun,  UConn Huskies
- 2006 - Jim Boeheim,  Syracuse Orange
- 2007 - Gene Keady,  Purdue Boilermakers
- 2008 - Pat Summitt,  Tenn. L. Volunteers
- 2009 - Rick Barnes,  Texas Longhorns
- 2010 - Billy Donovan,  Florida Gators
- 2011 - Tom Izzo,  MSU Spartans
- 2012 - Geno Auriemma,  UConn Huskies (femminile)
- 2013 - Bill Self,  Kansas Jayhawks
- 2014 - Tara VanDerveer,  Stanford Cardinal (femminile)
- 2015 - Steve Fisher,  SDSU Aztecs
- 2016 - Tubby Smith,  TTU Red Raiders
- 2017 - Muffet McGraw,  N. Dame F. Irish (femminile)
- 2018 - Jay Wright,  Villanova Wildcats
- 2019 - Lon Kruger,  Oklahoma Sooners
- 2020 - C. Vivian Stringer,  Rutgers S. Knights (femminile)
- 2021 - Dave Yanai,  CSUDH Toros e  CSULA G. Eagles
- 2022 - Rick Byrd,  Belmont Bruins
- 2023 - Dawn Staley,  S.C. Gamecocks (femminile)
- 2024 - John Calipari,  Kentucky Wildcats
- 2025 - Mark Few,  Gonzaga Bulldogs

### Player of the Year

#### Uomini
- 1977 - Marques Johnson,  UCLA Bruins
- 1978 - Phil Ford,  N. Carol. Tar Heels
- 1979 - Larry Bird,  Ind. St. Sycamores
- 1980 - Darrell Griffith,  Louisville Cardinals
- 1981 - Danny Ainge,  BYU Cougars
- 1982 - Ralph Sampson,  Virginia Cavaliers
- 1983 - Ralph Sampson,  Virginia Cavaliers
- 1984 - Michael Jordan,  N. Carol. Tar Heels
- 1985 - Chris Mullin,  St. John's R. Storm
- 1986 - Walter Berry,  St. John's R. Storm
- 1987 - David Robinson,  Navy Midshipmen
- 1988 - Danny Manning,  Kansas Jayhawks
- 1989 - Sean Elliott,  Arizona Wildcats
- 1990 - Lionel Simmons,  La Salle Explorers
- 1991 - Larry Johnson,  UNLV R. Rebels
- 1992 - Christian Laettner,  Duke Blue Devils
- 1993 - Calbert Cheaney,  Indiana Hoosiers
- 1994 - Glenn Robinson,  Purdue Boilermakers
- 1995 - Ed O'Bannon,  UCLA Bruins

- 1996 - Marcus Camby,  UMass Minutemen
- 1997 - Tim Duncan,  W.F. Dem. Deacons
- 1998 - Antawn Jamison,  N. Carol. Tar Heels
- 1999 - Elton Brand,  Duke Blue Devils
- 2000 - Kenyon Martin,  Cincinnati Bearcats
- 2001 - Shane Battier,  Duke Blue Devils
- 2002 - Jay Williams,  Duke Blue Devils
- 2003 - T.J. Ford,  Texas Longhorns
- 2004 - Jameer Nelson,  St. Joseph's Hawks
- 2005 -  Andrew Bogut,  Utah Utes
- 2006 - J.J. Redick,  Duke Blue Devils
- 2007 - Kevin Durant,  Texas Longhorns
- 2008 - Tyler Hansbrough,  N. Carol. Tar Heels
- 2009 - Blake Griffin,  Oklahoma Sooners
- 2010 - Evan Turner,  Ohio State Buckeyes
- 2011 - Jimmer Fredette,  BYU Cougars
- 2012 - Anthony Davis,  Kentucky Wildcats
- 2013 - Trey Burke,  Michigan Wolverines

- 2014 - Doug McDermott,  Creighton Bluejays
- 2015 - Frank Kaminsky,  Wisconsin Badgers
- 2016 -  Buddy Hield,  Oklahoma Sooners
- 2017 - Frank Mason,  Kansas Jayhawks
- 2018 - Jalen Brunson,  Villanova Wildcats
- 2019 - Zion Williamson,  Duke Blue Devils
- 2020 - Obi Toppin,  Dayton Flyers
- 2021 - Luka Garza,  Iowa Hawkeyes
- 2022 -  Oscar Tshiebwe,  Kentucky Wildcats
- 2023 -  Zach Edey,  Purdue Boilermakers
- 2024 -  Zach Edey,  Purdue Boilermakers
- 2025 - Cooper Flagg,  Duke Blue Devils

#### Donne
- 2004 - Alana Beard,  Duke Blue Devils
- 2005 - Seimone Augustus,  LSU Lady Tigers
- 2006 - Seimone Augustus,  LSU Lady Tigers
- 2007 - Candace Parker,  Tenn. L. Volunteers
- 2008 - Candace Parker,  Tenn. L. Volunteers
- 2009 - Maya Moore,  UConn Huskies
- 2010 - Tina Charles,  UConn Huskies
- 2011 - Maya Moore,  UConn Huskies
- 2012 - Brittney Griner,  Baylor Lady Bears
- 2013 - Brittney Griner,  Baylor Lady Bears
- 2014 - Chiney Ogwumike,  Stanford Cardinal
- 2015 - Breanna Stewart,  UConn Huskies
- 2016 - Breanna Stewart,  UConn Huskies
- 2017 - Kelsey Plum,  Wash. Huskies
- 2018 - A'ja Wilson,  S.C. Gamecocks
- 2019 - Sabrina Ionescu,  Oregon Ducks
- 2020 - Sabrina Ionescu,  Oregon Ducks
- 2021 - Paige Bueckers,  UConn Huskies
- 2022 - Aliyah Boston,  S.C. Gamecocks
- 2023 - Caitlin Clark,  Iowa Hawkeyes
- 2024 - Caitlin Clark,  Iowa Hawkeyes
- 2025 - JuJu Watkins,  USC Trojans